# حادثة 15 مارس
تمثل حادثة 15 مارس (三・一五事件 San ichi-gō jiken) حملة قمع كانت تمارسها الحكومة اليابانية ضد الاشتراكيين والشيوعيين عام 1928. ومن بين الأشخاص الذين ألقي القبض عليهم في هذا الحادث عالم الاقتصاد السياسي الماركسي كواكامي هاجيمي.

## الخلفية التاريخية
على الرغم من الإطاحة بـ الحزب الشيوعي الياباني وإجباره على البقاء سرًا على الفور بعد تأسيسه عام 1922، استمر الحزب في حشد القوة والأعضاء وذلك في إطار مناخ اجتماعي واقتصادي مضطرب كانت تشهده اليابان في عشرينيات القرن العشرين. وفي أثناء انتخابات فبراير 1928 العامة، المنعقدة لأول مرة في اليابان بعد تمرير حق التصويت الجماعي للذكور، كان الحزب الشيوعي الياباني واضحًا للغاية في دعمه للأحزاب السياسية العمالية والاشتراكية القانونية. وفي ظل قلقها من المكاسب التي حققتها الأحزاب في البرلمان الياباني، أثارت حكومة المحافظين برئاسة رئيس الوزراء تاناكا غيتشي (الذي احتفظ بأغلبيته بمقعد واحد فقط) أحكام قوانين حفظ السلام لعام 1925 وأمرت بـ اعتقال جماعي للشيوعيين المعروفين والمتعاطفين الشيوعيين المشتبه بهم. وجرت الاعتقالات في جميع أنحاء اليابان، وبلغ إجمالي من تم إلقاء القبض عليهم 1652 شخصًا.

## العواقب
حوالي 500 من الأشخاص الذين تم إلقاء القبض عليهم حوكموا في نهاية الأمر، في سلسلة من المحاكمات العلنية التي عقدتها المحكمة الجزئية بطوكيو بدءًا من 15 يونيو 1932، وأصدرت حكمها في 2 يوليو 1932. وتم تنظيم تلك المحاكمات العلنية بعناية للترويج للأعمال الداخلية لـ الحزب الشيوعي الياباني، وارتباطها بـ الحركة العمالية والأحزاب السياسية اليسارية الأخرى الظاهرة، وبهذا أصبحت الحكومة قادرة على إصدار أمر بحل رودو نومينتو (حزب العمال المزارعين)، وزين نيهون موسان سينين دوميو (تحالف شباب حزب العمال بكافة اليابان) ونيهون رودو كوميايا هيوجيكيا (مجلس النقابات العمالية اليابانية). وثبت إدانة كافة المدعَى عليهم في المحاكمات وحكم عليهم بالسجن المشدد؛ ومع ذلك، تم العفو عن أولئك الذين تخلوا عن الأيدلوجية الشيوعية التي كانوا يتبنونها أو تخفيف مدة عقوبتهم. كان هذا بداية لسياسة تنكو (تغيير الاتجاه) الرامية إلى إعادة انخراط اليساريين السابقين في المجتمع السائد. وربما يكمن الحدث الأهم، كنتيجة لهذه المحاكمات، في أن رئيس الوزراء تاناكا كان قادرًا على التنفيذ، من خلال إصداره للتشريع الذي أضاف حكم عقوبة الإعدام لقوانين حفظ السلام الصارمة بالفعل.
لاحقًا، أصدر الكاتب كوباييشي تاكيجي كتابه 15 مارس 1928 اعتمادًا على هذا الحادث.